# روئوتالا
روئوتّالا (به فنلاندی: Ruottala) یک منطقهٔ مسکونی در فنلاند است که در کمینما واقع شده‌است.